# Lucas Kilian

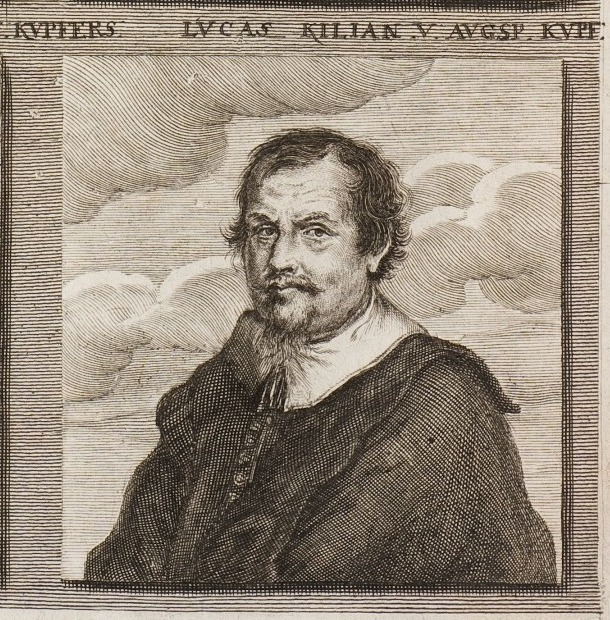
Lucas Kilian, Stich von Joachim von Sandrart (1683)

Lucas Kilian oder Lukas Kilian (* 1579 in Augsburg; † 1637 ebenda) war ein deutscher Zeichner und Kupferstecher.

## Leben
Lucas Kilian war ein Sohn des aus Schlesien nach Augsburg zugewanderten Goldschmiedes Bartholomäus Kilian (1548–1587/88) und dessen Ehefrau Maria Pfeyffelmann. Er ging bei seinem Stiefvater, dem Kupferstecher Dominicus Custos († 1612) in die Lehre; ein Halbbruder von ihm war der Augsburger Kupferstecher und Verleger Raphael Custos. Von 1601 bis 1604 bereiste Lucas Kilian Italien. Dann arbeitete er für die Verlage seines Stiefvaters und seines Bruders Wolfgang. 1611 wurde er Mitglied des Größeren Rats in Augsburg.
Lucas Kilian heiratete 1604 die Tochter Maria des Augsburger Handelsherrn Miller und nach deren Tode 1620 die Tochter Magdalena des Handelsmannes Ulrich Hartberger. Er hatte 13 Kinder.

## Werk

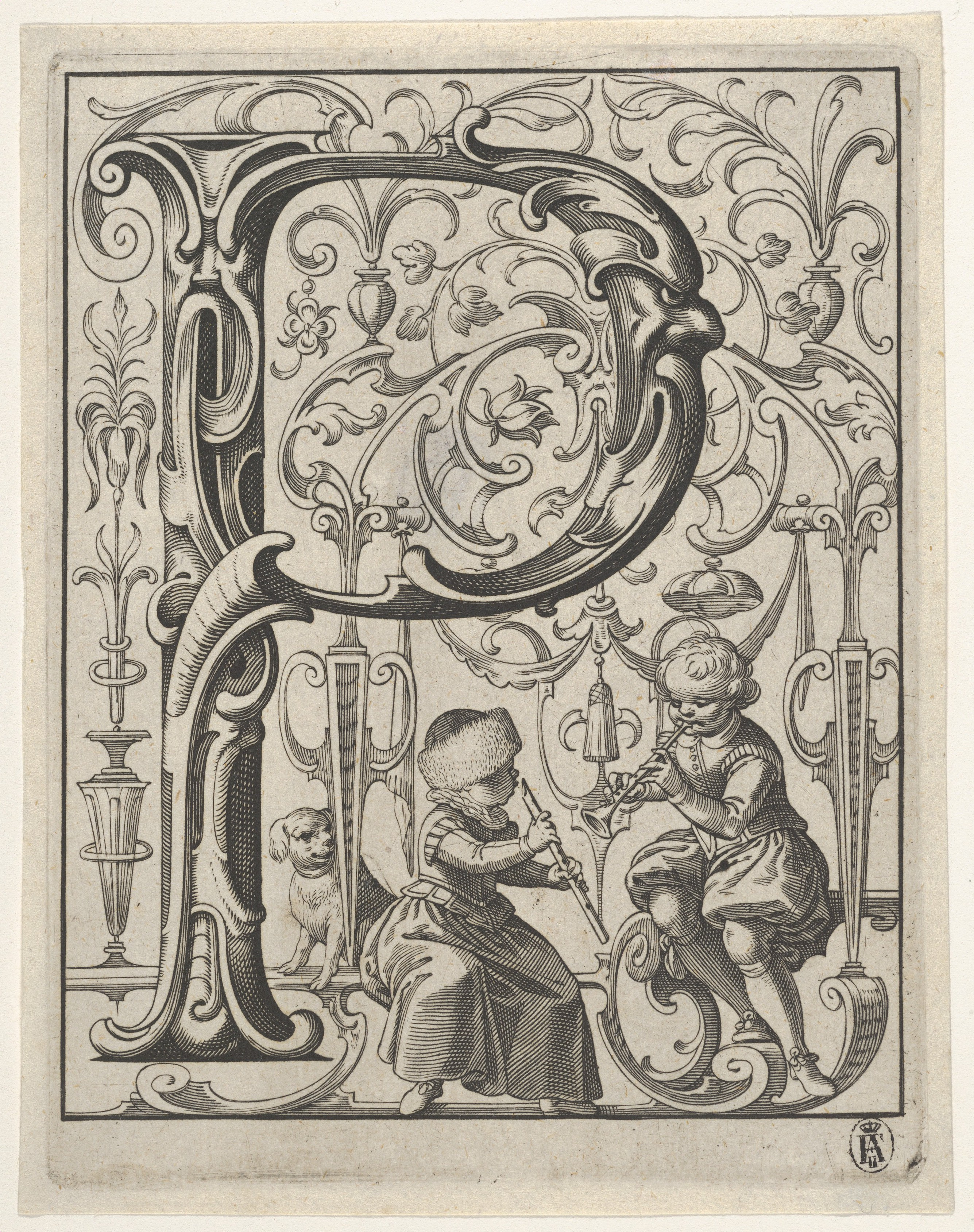
Aus dem ABC-Büchlein

Kilian gehört zu den Meistern des sogenannten Ornamentstiches und ist bekannt für seine Mauresken- und Knorpelornament-Formen. Von ihm stammt unter anderem die Kupferstichfolge Neues ABC-Büchlein, die er seinem Schwager dem Goldschmied und Juwelier Melchior Gelb (1581–1654) widmete. 1611 hat er für den Schweizer Historiker Franz Guillimann, der eine Geschichte über den Ursprung des Hauses Habsburg verfasste, mehrere Kupferstiche, vor allem Porträts, angefertigt.